# Vinsobres (Weinbaugebiet)

Eine Übersicht der einzelnen Appellationen des Weinbaugebiets Rhône. Zoom A zeigt die südlich gelegenen Appellationen bei Avignon und Zoom B stellt die nahe Lyon gelegenen Weinbaugebiete dar. Die Appellation Vinsobres liegt innerhalb des Gebiets von Zoom A

Vinsobres ist ein Weinbaugebiet im südlichen Abschnitt der Weinbauregion Rhône, das seit dem 15. Februar 2006 den Status einer Appellation d’Origine Contrôlée (kurz AOC) hat, die jedoch ausschließlich für Rotwein gilt. Es ist nach der Gemeinde Vinsobres benannt. Die Weinberge umfassen knapp 1385 Hektar Rebfläche und liegen etwa 25 km östlich der Rhone.

## Wein und Rebsorten
Der Rotwein, der 85 % der eingebrachten Weine ausmacht, wird aus der Haupt-Rebsorte Grenache Noir (Anteil mindestens 50 %) sowie den Nebensorten Syrah und/oder Mourvèdre hergestellt. Der Mindestanteil einer eingesetzten Nebensorte beträgt 25 %.
Die Ertragsbeschränkung liegt generell bei niedrigen 38–42 Hektolitern/Hektar. Die Weine müssen einen Mindestalkoholgehalt von 12,5 % aufweisen.
Der Mindestzuckergehalt des Mostes (→ Mostgewicht) muss 207 g/l für die Sorten Syrah und Mourvèdre und 216 g/l für Grenache betragen.

## Geschichte

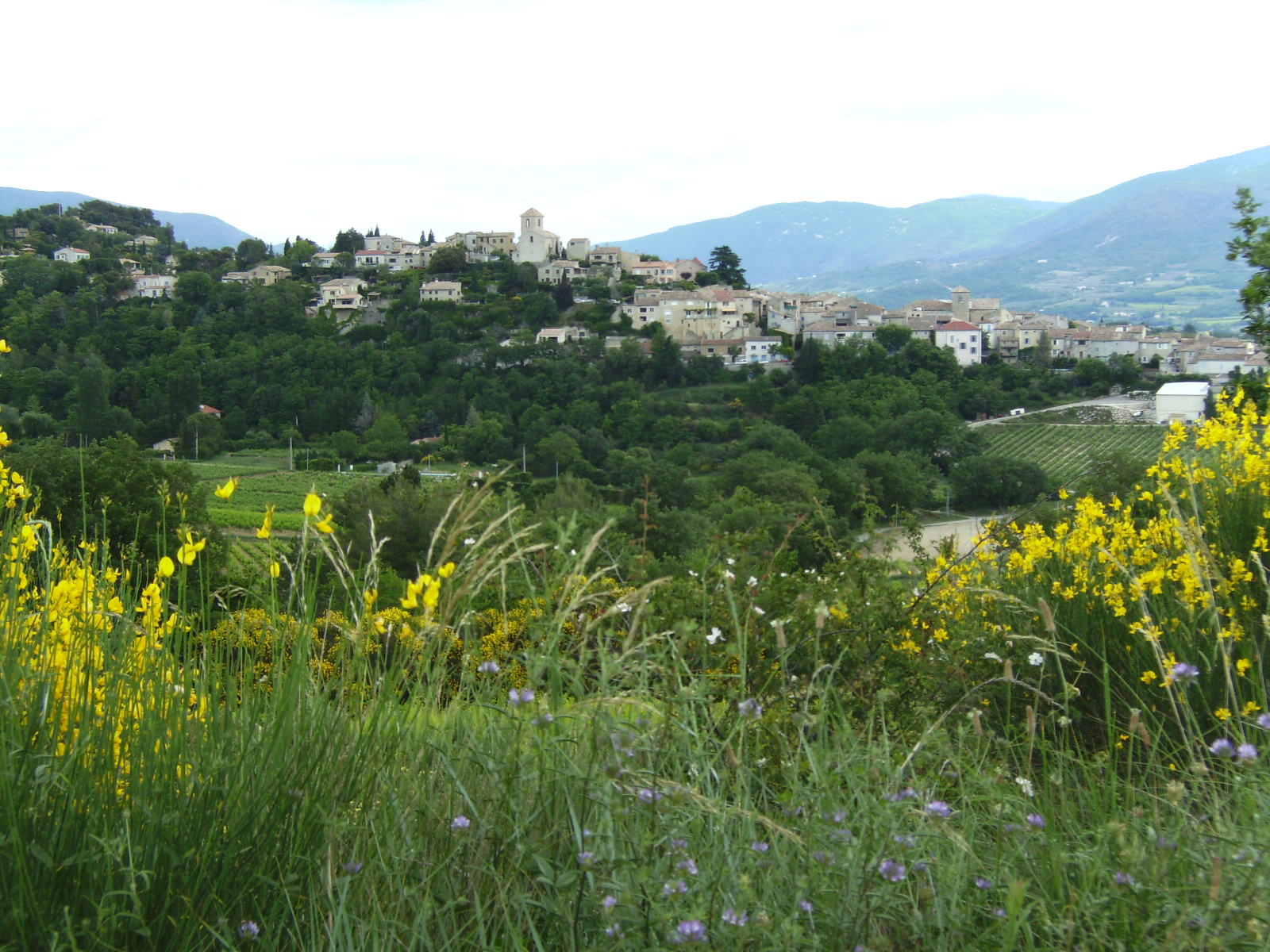
Vinsobres vom Westen aus gesehen

Die Geschichte des Weinbaus in Vinsobres ist schon alt und geht mit ziemlicher Sicherheit auf die Zeit der römischen Besetzung zurück. Trotz häufiger schriftlicher Erwähnung im 17. und 18. Jahrhundert führt der dortige Wein eher ein Schattendasein, da die Hauptnutzung der landwirtschaftlichen Flächen am Ort lange Zeit im Olivenanbau bestand. Dies sollte sich erst mit den schweren Frösten der Jahre 1929 und 1956 ändern. Gab es vor 1929 noch ca. 55.000 Olivenbäume auf dem Gebiet der Gemeinde, so waren es nach dem Frost von 1956 nur noch 7000.
Die Anbaufläche des Weins stieg im Gegenzug dazu von 484 Hektar auf über 2000 Hektar im Jahr 2005. Von diesen sind 1387 Hektar für die Erzeugung von Qualitätswein zugelassen. Im Jahr 2006 wurden jedoch lediglich 386 Hektar unter der Appellation Vinsobres deklariert. Der durchschnittliche Ertrag war mit 37 Hektoliter/Hektar recht niedrig.
Bis zur Ernennung zur Gemeinde-Appellation im Jahr 2006 wurden die Qualitätsweine als Côtes du Rhône Villages vermarktet.